# Clymène (Néréide)
Pour les articles homonymes, voir Clymène.
Dans la mythologie grecque, Clymène (en grec ancien Κλυμένη / Kluménê) est une Néréide, fille de Nérée et de Doris, citée par  Homère et Hygin  dans leurs listes de Néréides. 

## Fonctions
Clymène est la Néréide de la célébrité.

## Famille
Ses parents sont le dieu marin primitif Nérée, surnommé le vieillard de la mer, et l'océanide Doris. Elle est l'une de leur multiples filles, les Néréides, généralement au nombre de cinquante, et a un frère unique, Néritès. Pontos (le Flot) et Gaïa (la Terre) sont ses grands-parents paternels, Océan et Téthys ses grands-parents maternels.

## Mythologie
Clymène est mentionnée comme l'une des 32 Néréides qui se rassemblent sur la côte de Troie, remontant des profondeurs de la mer pour pleurer avec Thétis la mort future de son fils Achille dans l'Illiade d'Homère.

## Évocation moderne

### Musique
- Elle est citée comme « la tendre Clymène » dans la chanson, J'ai croisé les Néréides du groupe breton Tri Yann, dans son album Abysses (2007).